# Vern Schuppan
Vernon "Vern" Schuppan (1943. március 19. –) ausztrál autóversenyző, az 1983-as Le Mans-i 24 órás verseny győztese.

## Pályafutása
1971-ben megnyerte a brit Formula–Atlantic-sorozatot, 1974-ben és 1976-ban pedig győzött a Formula–3-as monacói nagydíjon.
1972 és 1977 között a Formula–1-es világbajnokság tizenhárom versenyén vett részt. Több különböző csapatnál megfordult ez idő alatt. Pontot egy alkalommal sem szerzett, legjobb eredménye egy hetedik helyezés volt, melyet az 1977-es német nagydíjon ért el.
Vern többször rajthoz állt az indianapolisi 500 mérföldes versenyen. Az 1976-os futamon a tizennyolcadik helyen ért célba, amivel ő lett a mezőny legjobb újonca. 1981-ben Bobby Unser és Mario Andretti mögött harmadikként végzett.
1983-ban Al Holbert és Hurley Haywood váltótársaként megnyerte a Le Mans-i 24 órás viadalt. Ő volt az első ausztrál, aki győzött a Le Mans-i 24 óráson.

## Eredményei

### Teljes Formula–1-es eredménysorozata
(Táblázat értelmezése)

(Félkövér: pole-pozícióból indult; dőlt: leggyorsabb kört futott) 

| Év   | Csapat                | Modell       | Motor       | 1   | 2   | 3   | 4   | 5      | 6      | 7       | 8       | 9      | 10     | 11     | 12     | 13     | 14  | 15  | 16  | 17  | Helyezés | Pont |
| ---- | --------------------- | ------------ | ----------- | --- | --- | --- | --- | ------ | ------ | ------- | ------- | ------ | ------ | ------ | ------ | ------ | --- | --- | --- | --- | -------- | ---- |
| 1972 | Marlboro BRM          | BRM P153B    | BRM V12     | ARG | RSA | ESP | MON | BEL Ni | FRA    | GBR     | GER     | AUT    | ITA    | CAN    | USA    |        |     |     |     |     | -        | 0    |
| 1974 | Team Ensign           | Ensign N174  | Cosworth V8 | ARG | BRA | RSA | ESP | BEL 15 | MON Ki | SWE Kiz | NED Kiz | FRA Nk | GBR Nk | GER Ki | AUT    | ITA    | CAN | USA |     |     | -        | 0    |
| 1975 | Embassy / Graham Hill | Hill GH1     | Cosworth V8 | ARG | BRA | RSA | ESP | MON    | BEL    | SWE Ki  | NED     | FRA    | GBR    | GER    | AUT    | ITA    | USA |     |     |     | -        | 0    |
| 1977 | Team Surtees          | Surtees TS19 | Cosworth V8 | ARG | BRA | RSA | USW | ESP    | MON    | BEL     | SWE     | FRA    | GBR 12 | GER 7  | AUT 16 | NED Nk | ITA | USA | CAN | JPN | -        | 0    |

### Le Mans-i 24 órás autóverseny
| Év   | Csapat                   | Autó         | Csapattárs           | Csapattárs     | Helyezés | Kiesés oka |
| ---- | ------------------------ | ------------ | -------------------- | -------------- | -------- | ---------- |
| 1973 | Gulf Research Racing     | Mirage M6    | Mike Hailwood        | John Watson    | Kiesett  | Baleset    |
| 1974 | Gulf Research Racing     | Gulf GR7     | Reine Wisell         |                | Kiesett  | ?          |
| 1975 | Gulf Research Racing Co. | Gulf GR8     | Jean-Pierre Jaussaud |                | 3.       |            |
| 1976 | Gran Touring Cars Inc.   | Mirage GR8   | Derek Bell           |                | 5.       |            |
| 1977 | Gran Touring Cars Inc.   | Mirage GR8   | Jean-Pierre Jarier   |                | 2.       |            |
| 1978 | Gran Touring Cars Inc.   | Mirage M9    | Jacques Laffite      | Sam Posey      | 10.      |            |
| 1979 | Gran Touring Cars Inc.   | Ford M10     | Jean-Pierre Jaussaud | David Hobbs    | Kizárva  |            |
| 1981 | Porsche System           | Porsche 936  | Jochen Mass          | Hurley Haywood | 12.      |            |
| 1982 | Rothmans Porsche System  | Porsche 956  | Jochen Mass          |                | 2.       |            |
| 1983 | Rothmans Porsche         | Porsche 956  | Al Holbert           | Hurley Haywood | Győzelem |            |
| 1984 | Porsche Kremer Racing    | Porsche 956B | Jean-Pierre Jarier   | Alan Jones     | 6.       |            |
| 1985 | Rothmans Porsche         | Porsche 962C | Al Holbert           | John Watson    | Kiesett  | Motorhiba  |
| 1986 | Rothmans Porsche         | Porsche 962C | Drake Olson          |                | Kiesett  | ?          |
| 1987 | Rothmans Porsche AG      | Porsche 962C | Jochen Mass          | Bob Wollek     | Kiesett  | ?          |
| 1988 | Porsche AG               | Porsche 962C | Sarel van der Merwe  | Bob Wollek     | Kiesett  | Motorhiba  |
| 1989 | Team Schuppan            | Porsche 962C | Gary Brabham         | Eje Elgh       | 13.      |            |

### Indy 500
| Év   | Modell      | Motor    | Rajthely                       | Eredmény |
| ---- | ----------- | -------- | ------------------------------ | -------- |
| 1976 | Eagle       | Offy     | 17.                            | 18.      |
| 1977 | Wildcat     | Offy     | Nem jutott túl a kvalifikáción |          |
| 1979 | Wildcat     | DGS      | 22.                            | 21.      |
| 1981 | McLaren     | Cosworth | 18.                            | 3.       |
| 1982 | Team Penske | Cosworth | Nem jutott túl a kvalifikáción |          |